# Roméo Ponge Prince
Pour les articles homonymes, voir Ponge et Prince.
Pas d'image ? Cliquez ici

a Compétitions nationales et continentales officielles uniquement.

Dernière mise à jour le 18 mars 2025.
Roméo Ponge Prince, né le 28 septembre 1995, est un joueur français de rugby à XV évoluant au poste de troisième ligne centre avec le CO Berre XV.

## Carrière

### Formation
Roméo Ponge Prince commence le rugby à l'âge de 13 ans avec le Red Star Olympique rugby. Dès sa première année, il est retenu en équipe départementale du 93. Avec l'équipe de rugby du collège d'Abbesses (une équipe qui a vu passer Wesley Fofana, Félix Le Bourhis et Vincent Rattez), il devient vice-champion de France UNSS.
Il rejoint ensuite le centre d'entraînement du Racing Métro 92. En tant que deuxième ligne, il connaît ses premières sélections en Île-de-France à XV, et à 7. En 2012, il n'est pas retenu au Centre de Formation mais entre au lycée privé du Racing Métro 92. Il ne joue pas au début avec les Crabos du Racing mais fait ses preuves et rejoint l'équipe. C'est en tant que remplaçant qu'il devient champion de France Crabos face au FC Auch d'Antoine Dupont et Anthony Jelonch. Ensuite, il n'intègre toujours pas le centre de formation du Racing mais joue tout de même 6 matches avec l'équipe espoirs. La même saison, il file en tutorat avec Orsay en Fédérale 2 mais joue peu, ne pouvant s'entraîner avec l'équipe première.
Il quitte la région parisienne en 2015. Plusieurs clubs sont intéressés comme le SC Albi, l'US Montauban ou le RC Massy. Mais c'est finalement au CA Brive Corrèze qu'il pose ses valises. Il joue tous les matchs, mais ne s'entraîne jamais avec les pros. Il quitte le club après seulement une saison.
En 2016, il rejoint l'équipe espoirs de Soyaux Angoulême XV Charente. Il ne joue aucun match avec l'équipe première durant la saison 2016-2017 mais évolue beaucoup avec l'équipe espoirs. En parallèle, il continue de jouer au rugby à sept. Pour le premier championnat de France Sevens réservé aux espoirs des clubs professionnels, il obtient même le trophée de meilleur joueur. Retenu dans la foulée avec l'équipe de France à sept « développement » et au Pôle France à sept, il manque les stages de décembre pour préparer les tournois de Singapour, puis Dubaï car il est retenu par le staff de Soyaux Angoulême. À l'issue de la saison, il n'est pas conservé par le staff charentais.

### En club
Roméo Ponce Prince commence sa carrière professionnelle en Pro D2 lors de la saison 2017-2018 avec Soyaux Angoulême XV avec qui il ne joue que cinq matchs.
En 2018, il signe son premier contrat professionnel avec l'AS Mâcon en Fédérale 1, jouant en parallèle avec l'équipe espoir du club durant la saison 2018-2019. Il évolue deux saisons avec le club mâconnais avant de rejoindre en 2020 le CO Berre XV toujours en Fédérale 1.

## Palmarès
- 2013 : Champion de France Crabos avec le Racing Métro 92.